# Naval Special Warfare Command
Pour l'unité homonyme en Thaïlande, voir Naval Special Warfare Command (Thaïlande).
Le Naval Special Warfare Command (NAVSPECWARCOM, NAVSOC) est la composante navale du United States Special Operations Command. Ses principales unités de combat sont les SEAL.

## Structure
- Naval Special Warfare Group One (NSWG 1), Coronado, Californie
  - Logistics and Support Unit One (LOGSUPPU 1)
  - SEAL Team 1
  - SEAL Team 3
  - SEAL Team 5
  - SEAL Team 7
  - Naval Special Warfare Unit One (NSWU-1), Guam (soutien SOCPAC)
  - Naval Special Warfare Unit Three (NSWU-3), Naval Support Activity Bahrein (soutien SOCCENT)
  - Logistics and Support Unit Two (LOGSUPPU 2)
- Naval Special Warfare Group Two (NSWG 2), Little Creek, Virginie
  - SEAL Team 2
  - SEAL Team 4
  - SEAL Team 8
  - SEAL Team 10
  - Naval Special Warfare Unit Two (NSWU-2), Stuttgart, Allemagne (soutien SOCEUR)
  - Naval Special Warfare Unit Two - Detachment South (NSWU-2 Det. South), Little Creek, Virginie
  - Naval Special Warfare Unit Ten (NSWU-10), Panzer Kaserne près de Stuttgart, Allemagne (soutien SOCAFRICA)[1]
  - Logistics and Support Unit Two (LOGSUPPU 2)
- Naval Special Warfare Group Three (NSWG 3), Coronado, Californie
  - SEAL Delivery Vehicle Team 1, Pearl Harbor, Hawaï
  - SEAL Delivery Vehicle Detachment 1, Little Creek, Virginie
  - Logistics and Support Unit 3
- Naval Special Warfare Group Four (NSWG 4), Little Creek, Virginie
  - Special Boat Team 12, Coronado, Californie
  - Special Boat Team 20, Little Creek, Virginie
  - Special Boat Team 22, John C. Stennis Space Center, Mississippi
  - Naval Small Craft Instruction and Technical Training School (NAVSCIATTS), John C. Stennis Space Center, Mississippi
- Naval Special Warfare Group Ten (NSWG 10)
  - Naval Special Warfare Support Activity One (SUPACT 1)[2]
  - Naval Special Warfare Support Activity Two (SUPACT 2)
  - Mission Support Center[3]
- Naval Special Warfare Group Eleven (NSWG 11), Coronado, Californie (réserve)
  - SEAL Team 17, Coronado, Californie
  - SEAL Team 18, Little Creek, Virginie
- Naval Special Warfare Center, Coronado, Californie
  - Basic Training Command, Coronado, Californie
  - Naval Special Warfare Advanced Training Command, Imperial Beach, Californie
- US Navy Parachute Team « Leap Frogs »